# Quatuor à cordes no 2 de Britten
Pour les articles homonymes, voir Quatuor à cordes no 2.

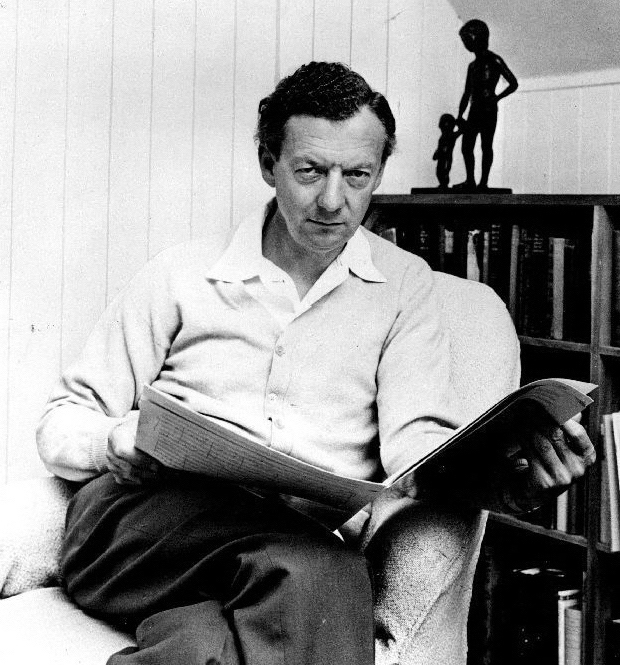
Benjamin Britten.

Le Quatuor à cordes no 2 en ut majeur opus 36 est une œuvre de musique de chambre composée par Benjamin Britten  en 1945. Il est créé le 21 novembre 1945.

## Structure
1. Allegro calmo senza rigore
2. Scherzo: Vivace
3. Finale: Chalcony

- Durée d'exécution : vingt cinq minutes.

## Source
- François-René Tranchefort (direction), Guide  de la Musique de Chambre, Paris, Fayard, coll. « Les indispensables de la musique », 1998 (1re éd. 1989), VIII-995 p. (ISBN 2-213-02403-0, OCLC 717306887, BNF 35064530), p. 194